# Rob Hall
Robert Edwin «Rob» Hall CBE (Christchurch, 14 de enero de 1961-Monte Everest, 11 de mayo de 1996) fue un montañero neozelandés conocido por ser el líder principal de la expedición al monte Everest de 1996 en la que él, un compañero guía y dos clientes fallecieron. Jon Krakauer dio cuenta de la expedición en su libro Into Thin Air, y los hechos fueron representados en la película del 2015 Everest.
Al momento de su muerte, Hall había completado su quinta ascensión al Everest, más que cualquier otro montañero no sherpa.
Hall conoció a la que sería su futura esposa, Jan Arnold, una doctora neozelandesa, durante un intento de ascenso al Everest en 1990. Hall y Arnold ascendieron la montaña Denali como primera cita y posteriormente contrajeron matrimonio. En 1993, Rob Hall ascendió el Everest junto con Arnold. En la catastrófica temporada de 1996, Arnold debía acompañar a Hall en la expedición, pero se encontraba embarazada. Dos meses después de que Hall falleciera en su descenso del Everest, Arnold dio a luz a su hija, Sarah Arnold-Hall.

## Montañismo
Hall creció en Nueva Zelanda, donde escaló extensamente los Alpes del Sur. En 1988, Rob Hall conoció a Gary Ball, quien se convertiría en su compañero de escalada y mejor amigo. Al igual que la mayoría de los escaladores de montaña, Hall y Ball buscaron patrocinios corporativos para financiar sus expediciones. Los compañeros decidieron escalar las Siete Cumbres y, se pusieron como meta hacerlo en tan solo siete meses. Empezando con el Everest en mayo, escalaron la última montaña, el macizo Vinson en la Antártida, el 12 de diciembre de 1990, a solo unas horas de la fecha límite. Después de su éxito, se dieron cuenta de que para mantener sus patrocinios, cada ascenso posterior tenía que ser más arriesgado y espectacular, aumentando así las posibilidades de un accidente. Debido a esto, Hall y Ball decidieron renunciar a la escalada profesional y formar una empresa de guías de gran altitud.
La compañía, Adventure Consultants, fue creada en 1992 y rápidamente se volvió una empresa líder en expediciones guiadas. Ese año, consiguieron llevar a seis clientes a la cumbre del Everest. En octubre de 1993, Ball murió a consecuencia de un edema pulmonar de altitud, dejando a Hall como único director de Adventure Consultants. Para 1996, Hall había conseguido llevar a treinta y nueve escaladores a la cumbre del Everest. A pesar de que el precio por un intento de ascenso guiado a la cumbre – $65,000 dólares – era considerablemente más elevado que los ofrecidos por otras expediciones, la reputación de Hall por su fiabilidad y seguridad, atrajo a clientes de todo el mundo. Rob Hall era conocido en el mundo del alpinismo como «la cabra montesa» o «el espectáculo».
En 1994, Hall fue condecorado con la Orden del Imperio Británico, por sus contribuciones al montañismo.

## Desastre del Everest de 1996
La expedición al Everest de Adventure Consultants de 1996 consistía en ocho clientes y tres guías (Hall, Mike Groom y Andy Harris). Entre los clientes se encontraba Jon Krakauer, un periodista asignado por la revista Outside. Hall había negociado un trato con Outside para un espacio de publicidad a cambio de una historia sobre la creciente popularidad de las expediciones comerciales al Everest.
Poco después de la medianoche del 10 de mayo de 1996, la expedición de Adventure Consultants inició un intento de ascenso a la cima desde el campamento IV, arriba del collado Sur. Se les unieron otros escaladores de la compañía Mountain Madness, de Scott Fischer, así como de otras expediciones patrocinadas por los gobiernos de Taiwán y la India.
Las expediciones pronto encontraron contratiempos. Al llegar al Paso Hillary, los escaladores descubrieron que las cuerdas fijas no habían sido colocadas, y se vieron forzados a esperar una hora mientras los guías instalaban las cuerdas. Debido a que 33 escaladores se encontraban intentado hacer cumbre el mismo día, y a que Hall y Fischer les habían pedido a sus clientes permanecer a 150 metros uno del otro, se formaron cuellos de botella en la única cuerda fija en el escalón de Hillary. Algunos de los escaladores continuaban sin hacer cumbre a las 2:00 p. m., la última hora segura para regresar al campamento IV antes del anochecer.
El sirdar de Hall, Ang Dorje, y otros sherpas esperaron en la cima a los demás clientes. Cerca de las 3:00 p. m. empezaron el descenso. Cuesta abajo, Ang Dorje encontró al cliente Doug Hansen por encima del escalón de Hillary, y le ordenó descender. Hansen se negó. Cuando Hall llegó al lugar, ordenó a los sherpas bajar para ayudar a los otros clientes, e indicó que se quedaría para ayudar a Hansen, que se había quedado sin oxígeno suplementario.
A las 5:00 p. m., una tormenta de nieve golpeó la cara Suroeste del Everest, disminuyendo la visibilidad y borrando el rastro del camino de vuelta al campamento IV. Poco después, Hall pidió ayuda por radio, informando que Hansen se encontraba inconsciente pero vivo. El guía de Adventure Consultants, Andy Harris comenzó a ascender hacia el escalón de Hillary a las 5:30 p. m., con agua y oxígeno suplementario.
El 11 de mayo, a las 4:43 a. m., casi doce horas después de que comenzara la tormenta de nieve, Hall llamó por radio y dijo que se encontraba en la cumbre Sur. Reportó que Harris los había alcanzado, pero que Hansen había fallecido en algún momento de la noche y que Harris había desaparecido. Hall no podía respirar oxígeno embotellado debido a que su regulador se encontraba congelado. A las 9:00 a. m., Hall había conseguido reparar su máscara de oxígeno, pero indicó que sus manos y pies congelados le dificultaban cruzar las cuerdas fijas. Más tarde, volvió a comunicarse con el campamento base, pidiendo hablar con su esposa, Jan Arnold, por teléfono satelital. Durante su última comunicación, le aseguró que se encontraba razonablemente cómodo y le dijo «Duerme bien mi amor. Por favor, no te preocupes demasiado». Murió poco después y su cuerpo fue encontrado el 23 de mayo por montañeros de la expedición IMAX. Su cuerpo permanece en la montaña. En 1999, recibió de manera póstuma la Estrella del Valor de Nueva Zelanda por sus acciones.

### Cobertura de los medios
- Jon Krakauer publicó poco después del desastre, un artículo en la revista Outside y un libro titulado Into Thin Air. En ambos, especuló que los retrasos provocados por las cuerdas fijas, así como la decisión de los guías de no hacer cumplir el tiempo de regreso a las 2:00 p. m., fueron los responsables de las muertes. Krakauer fue criticado por la viuda de Hall por publicar su última conversación.[9] La transmisión de radio de Hall desde la arista de la cumbre fue retransmitida entre radios y luego conectada con su esposa en casa. La transcripción de la última conversación de Hall con su esposa fue impresa en el libro.
- Into Thin Air: Death on Everest, película para televisión del desastre del Everest de 1996, protagonizada por Nathaniel Parker como Rob Hall.
- La serie Seconds From Disaster, produjo un episodio acerca del incidente de 1996, titulado «Into The Death Zone». La penosa experiencia de Rob Hall es ampliamente cubierta en el episodio.
- La canción «The Climber», de Neil Finn, estuvo inspirada en la muerte de Rob Hall.
- Otro documental dirigido por David Breashears, que estuvo en el Everest en 1996, Storm Over Everest, fue emitido en el programa Frontline de la PBS, en el 2008.
- Un largometraje basado en los eventos, titulado Everest, fue producido por Working Title Films y Universal Pictures, y dirigido por Baltasar Kormákur.[10] Rob fue interpretado por el actor Jason Clarke.

## Ascensos más notables
- 1990 - Las Siete Cumbres (en el orden de la lista de Bass: Aconcagua, monte Everest, monte Elbrús, Kilimanjaro, Denali, monte Kosciuszko, macizo Vinson)
- 1992 - Intento al K2 (Scott Fischer, Ed Viesturs, y Charley Mace ayudaron a Hall a salvar a su compañero Gary Ball de un edema)
- 1992 - Monte Everest
- 1993 - Dhaulagiri (alcanzó 7300 m junto con su compañero Gary Ball y Veikka Gustafsson. Veikka y Rob intentaron rescatar a Gary, quien desarrolló un edema y murió poco después en la montaña)[11][12]
- 1993 - Monte Everest (con su esposa, Jan Arnold)[1]
- 1994 - Monte Everest
- 1994 - Lhotse
- 1994 - K2[13]
- 1994 - Cho Oyu
- 1994 - Makalu
- 1995 - Cho Oyu
- 1996 - Monte Everest (murió en el descenso)